# 齊藤結花
齊藤 結花（さいとう ゆいか）は、日本の物理化学者。学位は、理学博士。学習院大学教授。専門はエネルギー関連化学、薄膜・表面界面物性、ナノ構造化学。

## 略歴
東京大学理学部化学科卒業、東京大学大学院理学系研究科化学専攻博士課程修了。
- 2001 Ph.D. , Physical Chemistry, University of Tokyo
- 2001–2003 Department of Physics, University of Leeds, UK,  research fellow.
- 2003–2006 RIKEN, postdoctoral researcher (基礎科学特別研究員)
- 2006–2011 Frontier Research Center, Osaka University, Lecturer, (グローバル若手研究者フロンティア研究拠点•若手研究者の自立的環境促進プログラム)
- 2007-2008 大阪大学, 大学院・工学系研究科, 特任講師
- 2011 大阪大学, 大学院・工学研究科, 准教授
- 2016 学習院大学, 理学部, 教授

## 受賞
- 2011年11月 日本分光学会 日本分光学会奨励賞 高空間分解偏光顕微分光法の開発
- 2015年8月 分子科学研究奨励森野基金 Morino Award ナノスケール偏光ラマン測定法の開発